# Edie Brickell
Edie Arlisa Brickell, född 10 mars 1966 i Oak Cliff (numera The Cliff), Dallas, Texas, är en amerikansk sångerska och kompositör. Hon var sångerska i bandet Edie Brickell & New Bohemians mellan 1985 och 1990 och har därefter varit soloartist.
Hon är gift med Paul Simon sedan 30 maj 1992. De har tre barn tillsammans.

## Biografi

### Karriär
År 1985 började Brickell på Southern Methodist University, där hon gick i ett och ett halvt år innan hon en kväll på en pub valde att ställa sig på scenen med bandet New Bohemians.
Under det sena 1980-talet var Brickell sedan huvudsångerska i folkrock-gruppen Edie Brickell & New Bohemians, som 1988 utgav debutalbumet Shooting Rubberbands at the Stars. Den fick god kritik av många och var således en framgång för gruppen. Ghost of a Dog från 1990 var dock inte lika framgångsrik. Som soloartist har Brickell spelat in albumen Picture Perfect Morning (1994) och Volcano (2003). 2006 återförenades Edie Brickell med New Bohemians, som senare utgav albumet Stranger Things.
Brickell hade även en roll som sångerska i filmen Född den fjärde juli från 1989.  Hennes version av Bob Dylans A Hard Rain's A-Gonna Fall finns med på skivan med soundtracken från filmen. Många datoranvändare känner säkert igen henne från musikvideon Good Times som medföljde på CD-ROM-installationsskivan till Windows 95.
I slutet av 2007 gav Brickell ut singeln "Hands On" på Itunes tillsammans med styvsonen Harper Simon (Paul Simons son i ett tidigare äktenskap) under namnet The Heavy Circles. 2008 gavs ett helt album ut med denna duo.

### Familj
Edie Brickells far hedrades vid sin död vid Texas State Bowling Association Hall of Fame 1988.
Den 30 maj 1992 gifte sig Brickell med popsångaren och låtskrivaren Paul Simon. De bor i New Canaan, Connecticut. Brickell sjöng What I Am på NBCs Saturday Night Live när hon upptäckte att Simon stod framför kameramannen.  "Han gjorde så att jag blandade ihop texten när jag tittade på honom," sade hon med ett leende. "Vi kan nu visa bandet för barnen och säga, 'Titta, det var första gången vi fångade varandras blickar.'"

## Diskografi
- It's Like This... (1986)
- Shooting Rubberbands at the Stars (1988)
- Ghost of a Dog (1990)
- Picture Perfect Morning (1994)
- The Live Montauk Sessions (2000)
- The Ultimate Collection (2002)
- Volcano (2003)
- Stranger Things (2006)
- The Heavy Circles (2008)
- Edie Brickell (2011)
- The Gaddabouts (2011)
- Look Out Now! (2012)
- Love Has Come For You (2013) med Steve Martin